# رشتونی
رشتونی (ارمنی: Ռշտունի) یک خاندان قدیمی نجیب‌زاده ارمنی بود که منطقه واقع در جنوب غربی دریاچه وان شامل مناطق قره‌سو، مکس و شاتاخ را مالک بودند.